# Dan Edward Garvey
Dan Edward Garvey (Vicksburg, 19 de junho de 1886 – Tucson, 5 de fevereiro de 1974) foi um político norte-americano que foi governador do estado norte-americano do Arizona, no período de 1948 a 1951, pelo Partido Democrata.